# Globalni pozicioni sistem
Globalni pozicioni sistem ili GPS (engl. Global Positioning System) je globalni navigacioni satelitski sistem. GPS se sastoji od 24 satelita raspoređenih u orbiti Zemlje, koji šalju radio signal na površinu Zemlje. GPS prijemnici na osnovu ovih radio signala mogu da odrede svoju tačnu poziciju − nadmorsku visinu, geografsku širinu i geografsku dužinu − na bilo kom mestu na planeti danju i noću, pri svim vremenskim uslovima.
GPS ima veliku primenu kao globalni servis u raznim oblastima, u komercijalne i naučne svrhe: navigacija na moru, zemlji i u vazduhu, mapiranju zemljišta, pravljenju karata, određivanju tačnog vremena, otkrivanju zemljotresa i slično.
GPS je razvijen od strane Ministarstva odbrane SAD pod imenom NAVSTAR GPS u agenciji DARPA (neki izvori navode da je NAVSTAR skraćenica od Navigation Signal Timing and Ranging GPS, dok drugi navode da je to slučajno izabrano zvučno ime dato od strane John Walsh-a, osobe koja je imala ulogu o odlučivanju o sudbini projekta). U početku je korišćen isključivo u vojne svrhe da bi kasnije bio besplatno stavljen na raspolaganje svima kao javno dobro. Godišnji troškovi održavanja sistema su oko 750 miliona američkih dolara.

## Osnove rada
GPS prijemnik je uređaj koji proračunava svoju poziciju na osnovu merenja udaljenosti od tri ili više GPS satelita. Svaki satelit emituje mikrotalasnu sekvencu radio signala koja je poznata prijemniku. Dok prijemnik prima taj signal, u stanju je da odredi vreme koje protekne od emitovanja radio signala sa satelita do prijema na svojoj poziciji. Udaljenost prijemnika od satelita se proračunava na osnovu tog vremena, budući da radio signal putuje poznatom brzinom. Signal takođe nosi informaciju o trenutnom položaju satelita sa kog se emituje. Ako se zna udaljenost prijemnika od satelita i pozicija satelita, poznato je da se prijemnik nalazi negde na sferi određene dimenzije u čijem je centru satelit. Pošto su poznate pozicije tri satelita i udaljenost prijemnika od svakog od njih, postupkom trilateracije se može odrediti pozicija prijemnika. Trilateracija se bazira na činjenici da se tri sfere seku u najviše dve tačke (od kojih jedna obično nema smisla)
Ovaj princip rada podrazumeva da su časovnici na svim satelitima, kao i na prijemniku potpuno sinhronizovani, da bi se vremenski razmak između poznate sekvence signala sa satelita i na prijemniku tačno izmerio. Na satelitima se nalaze atomski časovnici, veoma precizni i skupi. Međutim, prijemnik ima daleko manje precizan časovnik, kristalni oscilator. Nedostatak preciznosti se rešava uvođenjem merenja udaljenosti od još jednog satelita. Sat na prijemniku uvodi istu vremensku i prostornu grešku kada proračunava udaljenost od sva četiri satelita. Može se izračunati za koliko treba korigovati sat da bi se četiri sfere sekle u jednoj istoj tački. Na taj način se sat na prijemniku neprekidno koriguje. Jedna od primena GPS-a je veoma precizno računanje vremena i sinhronizacija časovnika .

## Tehnički opis sistema

### Komponente sistema
GPS sistem se sastoji od tri komponente: komponente u vasioni, kontrolne komponente i korisničke komponente.

#### Komponenta u vasioni
Komponentu u vasioni čine GPS sateliti u orbiti Zemlje. Broj i raspored satelita se menjao tokom vremena, a tehnička izvedba napredovala, kako se GPS sistem razvijao. Blok i sateliti su puštani u rad od 1978. do 1985. godine i do danas su svi van funkcije.
Originalni koncept Blok II satelita predstavljaju 24 GPS satelita koji se kreću u 6 orbitalnih ravni, ravnomerno raspoređenih u odnosu na Zemlju, koje su nagnute pod uglom od 55° u odnosu na ekvatorijalnu ravan. Orbitalne ravni ne rotiraju u odnosu na udaljenje zvezde. U svakoj orbitalnoj ravni se kreću po 4 satelita, po orbitama koje su skoro kružne (ekscentričnost elipse 1°), međusobno pravilno raspoređeni po kružnici orbite, pod uglom od 90 stepeni. Prečnik orbita je oko četiri puta veći od prečnika Zemlje i svaki od satelita jednom obiđe svoju orbitu za 12 časova, tako da u odnosu na površinu Zemlje svaki satelit svakog dana obiđe istu putanju. Ovaj broj i pravilan raspored satelita garantuje da se sa svake tačke na Zemlji u svakom trenutku na horizontu nalazi bar četiri satelita. To su četiri satelita potrebna za određivanje pozicije GPS prijemnika.  
.
Pošto sateliti izlaze iz funkcije zbog održavanja, kvarova ili isteka radnog veka, oko Zemlje kruži više satelita i često ih je aktivno više od 24. U trenutku sastavljanja ovog članka 30 GPS satelita je u funkciji.

#### Kontrolna komponenta
Kontrolnu komponentu čine: stanice za praćenje satelita, kontrolne stanice i zemljišne antene. Stanice za praćenje satelita se nalaze na Havajima, Kvajlin ostrvu, Aknezijskom ostrvu, ostrvu Dijego Garsija i Kolorado Springsu, u Koloradu. Uloga ovih stanica je da prate kretanje satelita i podatke šalju glavnoj kontrolnoj stanici u Kolorado Springsu. Tu se vrše proračuni i preko zemljišnih antena koje se nalaze na Kvajlin ostrvu, Aknezijskom ostrvu, i ostrvu Dijego Garsija satelitima se šalju ažurirani podaci o njihovoj tačnoj poziciji i vremenu. Ažuriranje se vrši dva puta dnevno, čime se vrše precizna podešavanja sistema. Novija generacija satelita je u stanju da međusobno komunicira i sinhronizuje podatke, pa preciznost određivanja pozicije ne bi bila bitno narušena, ni kad bi sateliti danima radili nezavisno od kontrolne komponente sa Zemlje.

#### Korisnička komponenta
Korisničku komponentu čine GPS prijemnici na Zemlji. Prijemnici mogu biti komponente uključene u druge uređaje, kao npr mobilni telefon, časovnik i slično, ili samostalni uređaji.
Na primer, GPS prijemnik baziran na SiRF Star III čipu ima dimenzije samo 12 x 15 mm. Drugi, samostalni uređaji, imaju displej za prikazivanje pozicije, brzine i/ili vremena i mogu imati interfejse sa drugim uređajima.
Osnovne komponente GPS prijemnika su antena podešena na frekvenciju GPS satelita, kristalni oscilator koji služi kao časovnik i mikroprocesor koji obrađuje signale. Prijemnici se često opisuju prema tome koliko kanala imaju. Svaki kanal prati po jedan satelit. Stariji modeli su imali četiri do pet kanala, a današnji uglavnom 12 do 20 kanala.
GPS prijemnici mogu imati u sastavu komponentu koja prima diferencijalne signale. Diferencijalni signal se dobija preko standardnog RS-232 porta ili preko interne antene. Od 2006. godine čak i jeftini prijemnici uključuju i prijemnike za oblasne sisteme augmentacije.
Neki GPS prijemnici komuniciraju sa drugim uređajima preko serijskih interfejsa kao što su USB ili Bluetooth, koristeći standardne protokole. NMEA 0183 i NMEA 2000 su široko rasprostranjeni protokoli. Iako su zaštićeni protokoli , objavljeno je dovoljno javnih dokumenata koji ih opisuju da se mogu koristiti bez kršenja autorskih prava. Postoje i drugi protokoli, kao SiRF i MTK.

### Navigacioni signali

#### Osnovni navigacioni signali
Osnovni signal koji svaki GPS satelit emituje se dobija modulacijom signala nosioca L1 i kombinacije dva digitalna signala.
Digitalni signal niže frekvencije sadrži navigacionu poruku koja se iznova emituje na svakih 12,5 minuta. Navigaciona poruka je složene strukture i sastoji se od „almanaha“ koji sadrži neobrađene podatke o vremenu atomskog časovnika, zajedno sa informacijom o statusu satelita. Drugi tip podataka u sastavu navigacione poruke je „efemeris“ koji sadrži podatke o orbiti satelita koje omogućavaju prijemniku da izračuna poziciju satelita.
Digitalni signal više frekvencije sadrži pseudoslučajni kod i zove se C/A kod. To je sekvenca dugačka 1023 bita koja se ponavlja svake milisekunde. Svaki satelit ima svoju jedinstvenu sekvencu, javno objavljenu, po kojoj se može identifikovati na jednom kanalu prijemnika.

#### Detaljnije o navigacionim signalima
GPS sateliti takođe emituju i P-kod ili precizni kod koji je takođe pseudoslučajni kod, ali su njegova frekvencija i digitalna sekvenca koja se ponavlja drugačije nego kod C/A koda. Njegova sekvenca ponavljanja traje jednu nedelju (7 dana). Ovaj signal se modulira sa signalom nosiocem L2, koristi se za vojne svrhe, ne objavljuje se javno i procesira se dodatno, tj. šifruje se i dešifruje.
Frekvencije signala nosioca su
- L1 (1.575,42 MHz): nosilac za kombinaciju navigacione poruke, C/A koda i P-koda.
- L2 (1.227,60 MHz): nosilac za P-kod, plus novi L2C kod Blok IIR-M generacije i novijih satelita.
- L3 (1.381,05 MHz): nosilac korišćen za vojni program detekcije lansiranja projektila i nuklearnih detonacija.
- L4 (1.379,913 MHz): nosilac koji se razmatra za dodatne jonosferske ispravke.
- L5 (1.176,45 MHz): nosilac predložen za dodatne primene, prva primena se prognozira na satelitima koji će bii lansirani 2008. godine.

### Proračun pozicije
Geografske koordinate prijemnika se proračunavaju bazirano na Svetskom geodetskom sistemu, WGS84. Za početak, GPS prijemnici sa satelita neprekidno primaju navigacionu poruku koja u sebi sadrži informaciju o njihovoj poziciji.
Prijemnik identifikuje signal sa svakog pojedinog satelita prema njegovoj jedinstvenoj digitalnoj sekvenci, pa meri razmak između vremena kada je signal emitovan i vremena kada je signal primljen. To se radi tako što prijemnik interno generiše signal sa istom digitalnom sekvencom kao što je ima signal sa satelita. Zatim polako menja vremensku fazu tog signala sve dok se interni signal i signal sa satelita ne podudare. U trenutku podudaranja, pomerena vremenska faza internog signala je jednaka vremenu potrebnom da signal putuje od satelita do prijemnika, na osnovu čega se može izračunati udaljenost prijemnika od satelita, s obzirom na poznatu brzinu kojom radio signal putuje. Ova udaljenost se naziva pseudoudaljenost. Pseudo je zbog toga što je u ovom računanju pretpostavljeno da je interni časovnik prijemnika tačan, ali on sadrži izvesnu nepreciznost.
GPS prijemnik u svakom trenutku može da izračuna pseudoudaljenost od četiri satelita. Možemo da zamislimo četiri sfere od kojih svaka ima centar u po jednom od tih satelita, a poluprečnik joj je udaljenost od tog satelita do prijemnika. To su četiri sfere koje se sve seku u jednoj tački. Pošto signali sa svakog satelita putuju istom brzinom, u svakoj od pseudoudaljenosti je uračunata ista apsolutna greška. Kada bi sfere za poluprečnike imale pseudoudaljenosti umesto stvarnih udaljenosti, one se ne bi sekle u istoj tački, već bi sve bilo malo pomereno. Malom korekcijom pseudoudaljenosti za istu vrednost možemo podesiti da se sfere seku u istoj tački. Kada se izračuna kolika je apsolutna greška u izračunavanju pseudoudaljenosti, onda se zna i kolika je nepreciznost internog časovnika prijemnika i on se podešava da tačnije pokazuje vreme. Ovo podešavanje se stalno dešava u vremenu.
Proračun pozicije na osnovu P-koda je konceptualno sličan, pod pretpostavkom da se signal može dekodirati. Šifrovanje ovog signala je zaštitni mehanizam. Ako se signal može uspešno dešifrovati, onda se može pretpostaviti da je zaista poslat sa GPS satelita. U poređenju sa P-kodom koji se koristi u vojne svrhe, C/A kod je veoma osetljiv na ometanja. Pošto su digitalne sekvence GPS signala javno poznate, moguće je namerno ih emitovati generatorima signala.

### Preciznost i faktori koji unose grešku
Za izračunavanje pozicije prijemnika koristi se tačna pozicija satelita i tačno vreme između emitovanja i prijema signala. Pošto se to vreme ustanovljava poređenjem signala sa satelita i internog signala, i u cilju poređenja se identifikuju podižuće i spuštajuće ivice digitalnog signala, sadašnja elektronika u to unosi nepreciznost od oko 10 nanosekundi u C/A kod, što odgovara grešci od 3m u merenju udaljenosti. Kada bi pozicija satelita i vreme časovnika bilo apsolutno tačno, 3m bi jos uvek bila najmanja greška na koju treba računati. Pošto je digitalni signal P-koda brži, greška koja se na ovaj način unosi je manja i iznosi samo 30 cm.
Ostali izvori nepreciznosti su atmosferski efekti koji utiču na brzinu prostiranja radio-signala, višestruke putanje signala, nepreciznost satelitskih časovnika, nepreciznost podataka o poziciji satelita, numeričke greške pri izračunavanju, brzina satelita i gravitacija Zemlje. Kada se svi ovi faktori zajedno uzmu u obzir, i pored metoda korekcije, ukupna greška određivanja pozicije je oko 15 m.

#### Atmosferski efekti
Atmosfera ima uticaja na prostiranje radio talasa, posebno jonosfera i troposfera. Vlažnost u troposferi utiče na prostiranje radio talasa, nezavisno od njihove frekvencije, što može da unese grešku do 0,5m. Promene u vlažnosti su brze i ova greška je mala, ali teška za korekciju.
Uticaj jonosfere na prostiranje talasa je veći i unosi grešku do 5 m. Jonosfera utiče na propagaciju radio talasa u zavisnosti od frekvencije zračenja i dužine puta koju talasi prolaze kroz nju. Zato se u vojnoj upotrebi P-kod modulira na L1 i L2 frekvenciji. Obradom signala se ustanovi razlika u kašnjenju signala modulisanog sa L1 i signala modulisanog sa L2 i na osnovu toga izračuna uticaj jonosfere. Novi sateliti, Blok IIR-M generacije zato imaju L2C kod modulisan na frekvenciju L2, da bi se isti metod detekcije jonosferskog efekta i njegove korekcije mogao upotrebiti i na civilnim prijemnicima.
Drugi način detekcije i korekcije ove greške se sastoji u prijemu GPS signala na poznatim pozicijama na Zemlji. Poređenjem pozicije dobijene obradom GPS signala i stvarne pozicije se otkriva koliku grešku unosi jonosfera i proračunavaju podaci o trenutnim karakteristikama jonosfere na toj lokaciji. Na lokacijama bliskim tom stacionarnom prijemniku je greška koju unosi jonosfera slična i prijemnici u okolini mogu da naprave korekciju ako su im ti podaci poznati.

#### Višestruke putanje signala
Reflektovanje GPS signala o razne prepreke dovodi do toga da prijemnik prima direktni signal sa satelita, kao i signale koji su reflektovani sa raznih površina, planina, zgrada i sl. Ovaj problem je izraženiji kod fiksnih prijemnika nego kod pokretnih, jer se kod pokretnih prijemnika lako razlikuje stabilni direktni signal od promenjivih reflektovanih signala. Maksimalna greška izazvana ovim putem je oko 1 m.

#### Nepreciznost satelitskih časovnika
Atomski časovnici na GPS satelitima su veoma precizni, ali mogu imati mali pomak, što u obradi podataka može dovesti do greške i do 2 m. Teorija relativiteta ukazuje na efekte koji dovode do promene u brzini rada časovnika, kao i promene u tome kako se ta brzina detektuje na Zemlji. Stanice za praćenje i kontrolisanje satelita podešavaju i sinhronizuju ove časovnike.

#### Nepreciznost podataka o poziciji satelita
Navigaciona poruka sa satelita se emituje samo jednom u 12,5 minuta, a podaci o poziciji nisu ni toliko precizni jer satelit vremenom može malo da odstupi od projektovane putanje. Ovo su sporo promenljivi efekti i na ovaj način se unosi greška do 2,5 m. Stanice za praćenje i kontrolisanje satelita ažuriraju podatke o putanjama i poziciji satelita.

#### Numeričke greške
Numeričke greške zavise od algoritama kojima se obrađuju signali, kao i od snage procesora na prijemniku i unose grešku do maksimalno 1 m.

#### Ostali izvori grešaka
U početku funkcionisanja GPS sistem je imao mogućnost selektivne dostupnosti, što u stvari znači da je namerno unošena greška u podatke koja bi rezultovala u grešci u određivanju pozicije od oko 100m. Ova funkcija nije smanjivala preciznost kod vojnih i nekih specijalnih primena vlade SAD. Sistem i dalje ima mogućnost da se ova funkcija koristi, ali je van upotrebe od 1.maja 2000.g.
GPS takođe ima opciju da na izvesnoj teritoriji lokalno ukine mogućnost korišćenja GPS signala, a da to ne utiče na ostatak sveta, kao ni na vojnu primenu.
GPS prijemnici mogu biti pod uticajem drugog radio-zračenja i kako je GPS signal slab, oni postaju neupotrebljivi. Izvori ometajućeg radio-zračenja su prirodni, kao zračenje sa Sunca i geomagnetne oluje, ili veštački, kao što su snažne TV i druge antene u blizini ili pak namerno napravljeni generatori GPS signala.

### Tehnike za poboljšanje preciznosti

#### Augmentacija
Augmentacija su metode za poboljšanje preciznosti koje se oslanjaju na informacije dobijene od drugih izvora, osim GPS satelita, a koje se takođe koriste u proračunu pozicije. Postoji više takvih sistema i uglavnom se razlikuju prema tome kako GPS senzor prima ove informacije. Neki sistemi emituju informacije o faktorima koji unose grešku, npr. grešku časovnika, grešku pozicije satelita, grešku koju unosi jonosfera. Drugi sistemi pružaju informaciju o tome kolika je bila greška u prošlosti, a treći pružaju dodatne navigacione informacije koje se mogu koristiti u proračunu pozicije.

##### Diferencijalni GPS
Za diferencijalni GPS-a se koriste prijemnici na fiksnim stanicama čije su koordinate poznate. Stalno se proračunava pozicija ovih prijemnika na osnovu GPS signala i poredi se sa stvarnom, poznatom pozicijom. Usled raznih faktora koji unose grešku, stvarna i proračunata pozicija nisu jednake. Tako je poznata greška u proračunu pozicije na lokaciji fiksne stanice, a pretpostavlja se da će se na obližnjim lokacijama pojavljivati ista vrsta i vrednost greške. GPS prijemnici u blizini ovih fiksnih stanica dodatno primaju ovu informaciju i koriste je za korekciju greške svoje pozicije.
Primena diferencijalnog GPS-a je veoma široka. Ona pretpostavlja jedinstven sistem koji se sastoji od mreže fiksnih stanica, način emitovanja informacija sa fiksnih stanica i mogućnost GPS prijemnika da ove informacije prime i procesiraju. Postoji brojni diferencijalni GPS sistemi, različite primene i preciznosti koji garantuju. Neki od tih sistema su EGNOS, evropski DGPS za navigaciju na moru, nacionalni US DGPS i kanadski DGPS.

##### Oblasni sistemi augmentacije u vazduhoplovstvu
Oblasni sistemi augmentacije u vazduhoplovstvu su WAAS (engl. W'ide Area Augmentation System), odnosno augmentacioni sistem široke oblasti i LAAS (engl. Local Area Augmentation System), odnosno lokalni augmentacioni sistem. Oba sistema u svoj rad uključuju i metode diferencijalnog GPS-a, a pošto se primenjuju u vazduhoplovstvu zadovoljavaju dodatne kriterijume koji se odnose na bezbednost.
 WAAS je sistem koji je razvijen za potrebe i po specifikacijama FAA (engl. Federal Aviation Authority) SAD. On se sastoji od mreže referentnih (fiksnih) stanica, kontrolnih stanica koje obrađuje podatke, geostacionarnih satelita, zemaljskih stanice za komunikaciju sa geostacionarnim satelitima i komunikacione mreže na zemlji koja povezuje sve stanice. Podaci sa svih referentnih stanica se šalju u kontrolne stanice, koje ih analiziraju i procenjuju uticaj jonosfere na propagaciju GPS signala, greške u procenjenoj poziciji GPS satelita i grešku časovnika. Preko zemaljskih stanica za komunikaciju se podaci šalju geostacionarnim satelitima, koji zatim emituju signal sa podacima o grešci koju svaki vazduhoplov u širokoj oblasti može da primi i iskoristi za korekciju greške pri proračunu pozicije. WAAS pokriva Severnu Ameriku i tipično postiže preciznost manju od 3 metra. Ova preciznost je potrebna za navigaciju vazduhoplova kada lete instrumentalno (suprotno od vizualno, za šta su potrebni idealni uslovi vidljivosti) Osim preciznosti, ovaj sistem zadovoljava stroge zahteve za raspoloživost sistema, kao i zahtev za integritet, tj. da se konstantno vrši nadzor rada sistema i čim se detektuje da neka komponenta sistema ne radi zadovoljavajuće, da se korisnici odmah o tome obaveste. Pošto se signal o korekciji šalje preko satelita, WAAS je primer augmentacionog sistema baziranog na satelitima (SBAS; engl. Satellite Based Augmentation System)
 LAAS je augmentacioni sistem koji pokrivaju oblast oko aerodroma i namena im je da vazduhoplovima u prilazu obezbede precizni proračun pozicije. LAAS se sastoji od fiksnih stanica koje obezbeđuju diferencijalni GPS, kontrolne stanice koja sve signale obrađuje i procenjuje grešku, antene koja emituje signal o grešci za sav okolni saobraćaj i specijalne opreme u vazduhoplovu. U vazduhoplovu postoje GPS prijemnik koji prima GPS signale, prijemnik za prijem LAAS korekcije greške, komponenta za procesiranje signala i displej koji simulira displej za ILS (engl. Instrument Landing System). LAAS takođe mora da zadovolji stroge kriterijume raspoloživosti i integriteta. Pošto se signal o korekciji šalje preko antene na zemlji, WAAS je primer augmentacionog sistema baziranog na satelitima (SBAS; engl. Satellite Based Augmentation System) U ovom trenutku ima više LAAS implementacija od kojih su mnoge u fazi razvoja i testiranja.

#### Precizno praćenje signala
Kroz dodatno snimanje i obradu postojećeg GPS signala se neke greške mogu umanjiti. Na primer, praćenje signala nosilaca modulacije L1 i L2 koji imaju različite frekvencije može da ukaže na uticaj jonosfere i drugih faktora okruženja koji se onda mogu korigovati u proračunu pozicije. Drugi primer je korišćenje signala nosioca modulacije u poređenju signala sa satelita i internog signala C/A koda, što može da smanji grešku koju unosi elektronika prijemnika na 3 cm. Da bi ove tehnike imale efekta, potrebno je da se takođe koriguju faktori koji unose veće nepreciznosti. Obično se koriste kombinovane tehnike u preciznim prijemnicima koji se koriste pri geodezijskim merenjima.
U razmatranju tehnika korekcije greške, treba imati u vidu u kojoj oblasti se GPS koristi. U geodezijskim merenjima vreme nije prioritet i podaci se mogu beležiti tokom vremena, statistički obrađivati ili ponavljati merenja ako se sumnja da nisu precizna. Tako se postiže preciznost od nekoliko santimetara.U primenama kao što je avijacija nema vremena za ove analize i zahtevi za detekciju i korekciju greške su potpuno drugačiji.

### Primena
Kao što je već rečeno, GPS je prvobitno razvijen za vojne potrebe, a zatim je prešao i u civilnu upotrebu. Danas se P-kod koristi za vojnu upotrebu od strane vojske SAD za određivanje pozicije, navigaciju na zemlji, moru i vazduhu, navigaciju projektila i drugo. Civilna upotreba je takođe raznovrsna: navigacija na kopnu, moru i vazduhu, geodetska merenja i precizno određivanje vremena. Treba imati na umu da GPS kontroliše i razvija vlada SAD i da politička i vojna zbivanja u budućnosti mogu da dovede do neraspoloživosti GPS signala. Vlada SAD može da primenjuje funkciju selektivne dostupnosti, tj. namerno smanjenje preciznosti GPS signala, u kom slučaju je bitno da aplikacije kod kojih je preciznost kritična to mogu da detektuju.
Kod navigacionih aplikacija, GPS se koristi u sastavu navigacionih sistema koji poseduju podatke o okruženju, kao npr GPS sistem u vozilima koji ima mape gradova i puteva i prati gde se vozilo nalazi i kojim se putevima kreće, ili GPS sistem u vazduhoplovima koji prati da li se vazduhoplov kreće po propisanim vazdušnim putevima i standardnim rutama za prilaz i odlet aviona.
Za primene u geodeziji, GPS je revolucionarna tehnika koja je omogućila da se relativno lako i jeftino premere oblasti za koje do skoro nisu postojali podaci ili su postojali veoma neprecizni podaci. S druge strane, u nekim geodetskim primenama je GPS još uvek nedovoljno precizna tehnika.
Nuspojava u korišćenju GPS-a je određivanje tačnog vremena. Svaki GPS prijemnik može da sinhronizuje vreme sa atomskim časovnicima na GPS satelitima. Ova pogodnost se koristi za sinhronizaciju časovnika na uređajima koji mogu biti stotinama i hiljadama kilometara udaljeni, a moraju da funkcionišu kao celina. Npr, za sinhronizaciju servera velikih računarskih mreža.

### Ostali sistemi za satelitsko pozicioniranje
Kao konkurenciju, GPS ima ruski satelitski navigacioni sistem GLONASS i satelitski sistem Evropske svemirske agencije (ESA) pod nazivom Galileo. I drugi satelitski sistemi su u razmatranju i razvoju. Svaki satelitski sistem za navigaciju zahteva velika finansijska sredstva u koja spada i razvoj prijemnika i opreme koja će se na njemu zasnivati. Takođe povlači političke i vojne implikacije.

## Spoljašnje veze
- Trimble Online GPS priručnik (језик: енглески)
- u-blox Osnove GPS-a (PDF) Архивирано на веб-сајту  (19. април 2009) (језик: енглески)
- HowStuffWorks Pojednostavljeno objašnjenje o tome kako radi GPS i video o tome kako radi GPS. (језик: енглески)
- Besplatna ili ne? Da li je korišćenje GPS-a besplatno??
- Objavljivanje tačaka od interesa Pronalaženje koordinata i objavljivanje tačaka od interesa (POI) na GPS uređajima i pametnim telefonima